# خديجة لوكلير
خديجة لوكلير (بالإنجليزية: Khadija Leclere)‏، مخرجة سينمائية بلجيكية من جذور مغربية مقيمة في بروكسيل، أنجزت حديثاً أول فيلم روائي طويل من تأليفها وإخراجها بعدما قدمت في الماضي ثلاثة أفلام قصيرة لاقت الرواج وحصدت الجوائز في المهرجانات الدولية، ومنها مهرجان دبي السينمائي. والفيلم الطويل إذاً عنوانه «كيس الطحين» Le Sac de farine وهو إنتاج مشترك بين المغرب وبلجيكا ومن بطولة الفلسطينية هيام عباس والتونسية حفصية حرزي والجزائري إسماعيل.
بدأت خديجة مسيرتها كممثلة قبل ان تنطلق في مسيرة مهنية ناجحة كمديرة لطاقم الممثلين، لكنها كانت مأخوذة بسحر صناعة الأفلام تتنازعها رغبة قوية بأن تروي حكايتها الخاصة بها، فقامت في عام 2002 بتوظيف مالها الشخصي في سبيل إخراج فيلمها القصير الأول «كامي» وذلك قبل أن تتجه نحو صناعة فيلمين قصيرين آخرين «سارة» في عام 2007 و «كرة الصوف» في عام 2010، ويعد «كيس دقيق» فيلمها الطويل الأول.

## روابط خارجية
- خديجة لوكلير على موقع IMDb (الإنجليزية)
- خديجة لوكلير على موقع ألو سيني (الفرنسية)
- خديجة لوكلير على موقع أول موفي (الإنجليزية)
- خديجة لوكلير على موقع قاعدة بيانات الفيلم (الإنجليزية)
- خديجة لوكلير على موقع كينوبويسك (الروسية)